# غوار (سدة أراك)
غوار (بالفارسية: گوار) هي قرية تقع في إيران في Sedeh Rural District. يقدر عدد سكانها بـ 2,682 نسمة .